# Stade de baseball d'Hietalahti
 (avril 2025).
Si vous disposez d'ouvrages ou d'articles de référence ou si vous connaissez des sites web de qualité traitant du thème abordé ici, merci de compléter l'article en donnant les références utiles à sa vérifiabilité et en les liant à la section « Notes et références ».
Le stade de baseball d'Hietalahti (en finnois : Hietalahden pesäpallostadion) est un stade de baseball du quartier d'Hietalahti à Vaasa en Finlande.

## Présentation
Le stade est construit en 1988 pour les compétitions Itä–Länsi. 
À  l'époque, le terrain à aussi une tribune couverte avec un millier de places assises. 
La capacité totale est de 4 500 places. 
Le stade a été le premier terrain de baseball de Finlande avec une tribune couverte pour les spectateurs et a été choisi comme stade de l'année en 1986.